# Faster Than the Speed of Night
| Оценки критиков | Оценки критиков |
| Источник        | Оценка          |
| --------------- | --------------- |
| AllMusic        | [ 2 ]           |

Faster Than the Speed of Night (с англ. — «Быстрее, чем скорость ночи») — пятый студийный альбом валлийской певицы Бонни Тайлер. Выпущен он впервые в Европе 8 апреля 1983 года и позже в том же году в США на лейбле Columbia Records. Привычное для Тайлер музыкальное направление кантри в альбоме не использовались, песни исполнены в жанре рок-музыки. Продюсером альбома стал Джим Стайнман.
Всего только два трека были написаны специально для альбома, это «Faster Than the Speed of Night» и культовый супер-хит «Total Eclipse of the Heart». В основном же альбом состоит из драматически переработанных кавер-версий песен, включая хит группы Creedence Clearwater Revival «Have You Ever Seen the Rain?», хит «Goin’ Through the Motions» группы Blue Öyster Cult из альбома Spectres (1977), а также песню Брайана Адамса «Straight from the Heart» из платинового альбома Like a Knife (1983).
Это был первый альбом Тайлер, который смог попасть в альбомный чарт Великобритании, он достиг первого места. Пластинка имеет серебряную сертификацию в Британии, платиновую в США и двойную платиновую в Канаде.

## Список композиций
| №                   | Название                              | Автор(ы)                                | Длительность |
| ------------------- | ------------------------------------- | --------------------------------------- | ------------ |
| 1.                  | «Have You Ever Seen the Rain?»        | Джон Фогерти                            | 4:09         |
| 2.                  | «Faster Than the Speed of Night»      | Джим Стайнман                           | 6:44         |
| 3.                  | «Getting So Excited»                  | Алан Гранер                             | 3:32         |
| 4.                  | «Total Eclipse of the Heart»          | Джим Стайнман                           | 7:01         |
| 5.                  | «It’s a Jungle Out There»             | Деннис Полен, Пол Пилгер, Уильям Молони | 4:39         |
| 6.                  | «Goin’ Through the Motions»           | Иэн Хантер, Эрик Блум                   | 4:09         |
| 7.                  | «Tears» (совместно с Фрэнки Миллером) | Фрэнки Миллер                           | 3:51         |
| 8.                  | «Take Me Back»                        | Билли Кросс                             | 5:24         |
| 9.                  | «Straight from the Heart»             | Брайан Адамс, Эрик Канга                | 3:41         |
| Общая длительность: | Общая длительность:                   | Общая длительность:                     | 43:14        |

## Чарты
| Чарт (1983)                         | Пиковая позиция |
| ----------------------------------- | --------------- |
| Австралия (Kent Music Report)       | 3               |
| Канада (RPM Top Albums)             | 6               |
| Нидерланды (Album Top 100)          | 24              |
| Финляндия (Suomen virallinen lista) | 17              |
| Франция (SNEP)                      | 12              |
| Германия (Media Control)            | 20              |
| Новая Зеландия (RMNZ)               | 1               |
| Норвегия (VG-lista)                 | 1               |
| Швеция (Sverigetopplistan)          | 3               |
| Швейцария (Schweizer Hitparade)     | 19              |
| Великобритания (UK Albums Chart)    | 1               |
| США (Billboard 200)                 | 4               |
| США (Cashbox Top 100 Albums)        | 3               |

## Сертификации и продажи
| Регион | Сертификация  | Продажи    |
| --- | ------------- | ---------- |
| Великобритания (BPI) | Серебряный    | 60 000^    |
| Гонконг (IFPI Hong Kong)                                                                                                 | Золотой       | 10 000*    |
| Канада (Music Canada) | 2× Платиновый | 200 000^   |
| Новая Зеландия (RMNZ) | Золотой       | 7500^      |
| Норвегия (IFPI Norway)                                                                                                   | Золотой       | 25 000*    |
| США (RIAA) | Платиновый    | 1 000 000^ |
| Франция (SNEP) | Золотой       | 100 000*   |
| Швеция (GLF) | Платиновый    | 100 000^   |
| * Данные о продажах приведены только на основе сертификации. ^ Данные о тиражах приведены только на основе сертификации. |               |            |